# Bahnhof Reuilly - Indre
Der Bahnhof Reuilly - Indre ist ein französischer Bahnhof an der Strecke Aubrais-Orléans – Montauban-Ville-Bourbon auf dem Gebiet der Gemeinde Reuilly im Departement Indre in der Region Centre-Val de Loire. Die Station wurde 1888 von der Compagnie du chemin de fer de Paris à Orléans (PO) eröffnet. Es ist eine Haltestelle der SNCF, die von Zügen der TER Centre-Val de Loire bedient wird.
Die Station Reuilly befindet sich am Kilometerpunkt (PK) 220,306 der Strecke Aubrais-Orléans – Montauban-Ville-Bourbon, zwischen den offenen Bahnhöfen in Vierzon-Forges und Sainte-Lizaigne. Dazwischen liegen die beiden geschlossenen Bahnhöfe von Chéry - Lury und Diou.

## Geschichte
In den 1840er Jahren beantragte der Gemeinderat von Reuilly die Einrichtung eines Bahnhofs in seiner Bezirkshauptstadt und die Verlegung der Strecke am linken Ufer der Flüsse Arnon und Théols.
Der Bahnhof Reuilly wurde am 13. August 1888 von der Compagnie du chemin de fer de Paris à Orléans (PO) in Betrieb genommen. Im selben Jahr beliefen sich die Einnahmen der Station auf 6328 Franken.

## Einrichtungen

### Empfang

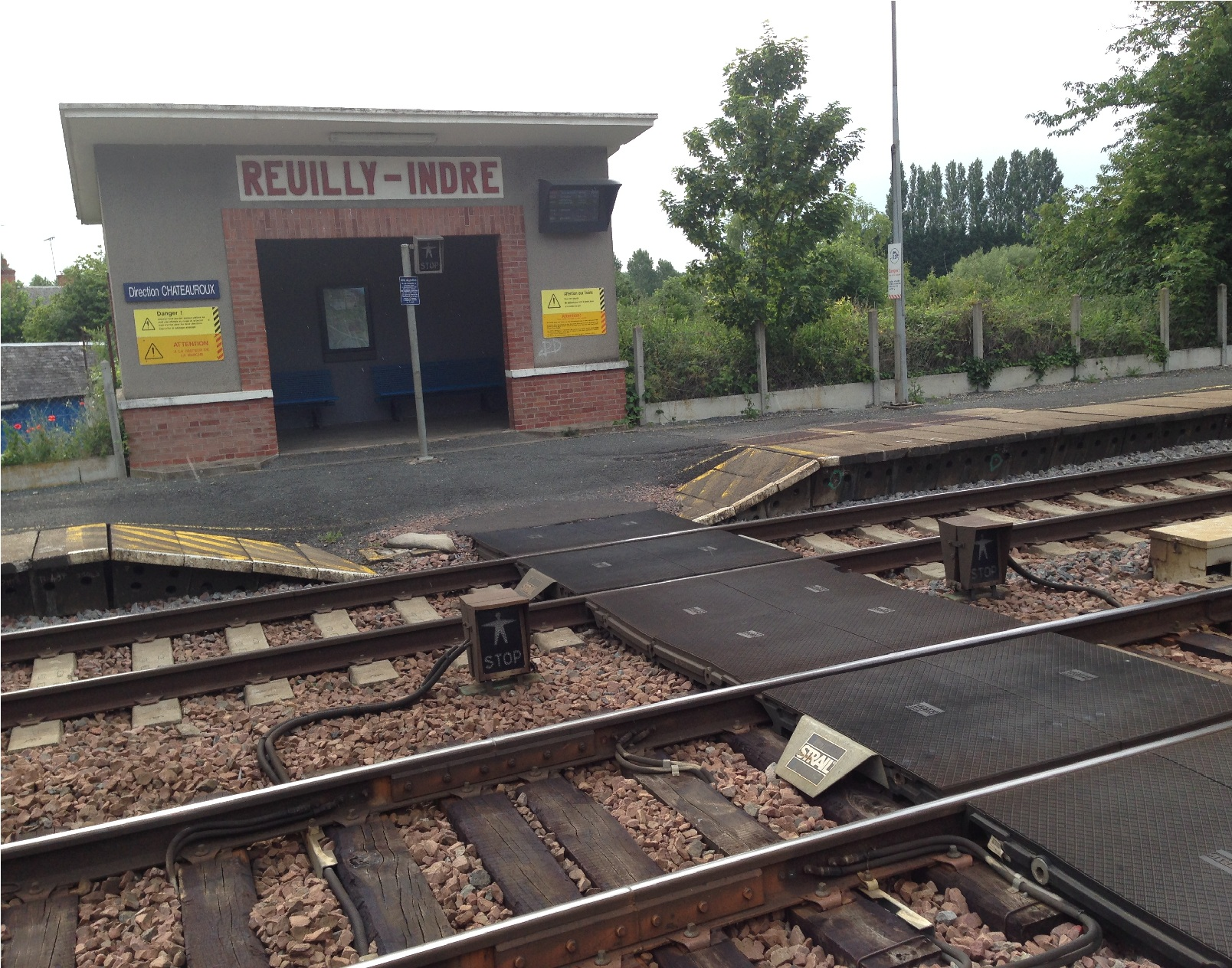
Unterstand für Passagiere nach Châteauroux

Am Haltepunkt gibt es kein Betriebspersonal (französisch point d’arrêt non géré (PANG)).
An den beiden parallelen Schienensträngen gibt es je einen Bahnsteig: Gleis 1 mit 122 m und Gleis 2 mit 327 m Länge. Das Hauptgebäude ist nicht mehr in Betrieb, weshalb man einen Unterstand gebaut hat. Die Bahnsteige können vom Bahnübergang der Rue de la Gare direkt oder über den Reisendenübergang vom Hauptgebäude zum Unterstand erreicht werden.

### Verbindungen
Reuilly wird von den Zügen der TER Centre-Val de Loire angefahren, die zwischen Orléans, Vierzon, Châteauroux und Limoges verkehren.
Der Bahnhof wird ferner von der Réseau de mobilité interurbaine (Rémi) und der Buslinie 1.3 der TER Centre-Val de Loire bedient.
Vor dem Bahnhof ist ein Parkplatz für 12 Autos und für Fahrräder.